# Carol's Second Act
Carol's Second Act est une sitcom américaine en 18 épisodes de 22 minutes créée par Emily Halpern et Sarah Haskins, diffusée entre le 26 septembre 2019 et le 12 mars 2020 sur le réseau CBS et en simultané sur le réseau Global au Canada.
Cette série est inédite dans tous les pays francophones.

## Synopsis
Après avoir élevé ses deux enfants et pris sa retraite en tant qu'enseignante, Carol Kenney entreprend un deuxième acte unique : poursuivre son rêve de devenir médecin et commencer un internat à l'hôpital Loyola Memorial.

## Distribution

### Acteurs principaux
- Patricia Heaton : Dr Carol Kenney
- Kyle MacLachlan : Dr Stephen Frost
- Ito Aghayere : Dr Maya Jacobs
- Jean-Luc Bilodeau : Dr Daniel Kutcher
- Sabrina Jalees (en) : Dr Lexie Gilani
- Lucas Neff : Dr Caleb Sommers
- Ashley Tisdale : Jenny Kenney, fille de Carol

### Acteurs récurrents
- Cedric Yarbrough : Nurse Dennis

## Production

### Développement
Le 28 janvier 2019, CBS a passé la commande d'un épisode pilote avec Emily Halpern et Sarah Haskins à la production. Le 12 février 2019, il a été annoncé que Pamela Fryman dirigerait le pilote. Le 6 mai 2019, CBS annonce une commande de treize épisodes pour la saison 2019-2020. Le lendemain, il est annoncé que la diffusion de la série débuterait à l'automne 2019 tous les jeudis à 21 h 30.
Le 22 octobre 2019, CBS commande une saison complète, soit 22 épisodes.
En novembre 2019, deux scénaristes démissionnent à la suite d'allégations de harcèlement sexuel contre le producteur exécutif David Hunt, le mari de Patricia Heaton.
Le 6 mai 2020, la série est annulée.

### Casting
En mars 2019, Bonnie Dennison, Ito Aghayere, Kyle MacLachlan et Jean-Luc Bilodeau sont nommés dans les rôles principaux,,. Le 7 juin 2019, il a été annoncé qu'Ashley Tisdale avait remplacé Dennison dans le rôle de Jenny.
La série marque le retour de Patricia Heaton sur CBS pour la première fois depuis 2005, date de fin de Tout le monde aime Raymond.
Le 15 mai 2019, CBS a publié le premier trailer officiel de la série.

## Épisodes
1. Pilot
2. You Give Me Fever
3. The Zebra
4. Marathon Day
5. The Nightfloat
6. Game Changer
7. Dr Mom
8. Sick and Retired
9. Therapy Dogs
10. Merry December 19th
11. Blocking
12. Peer Evaluations
13. Night Lemons
14. Secrets
15. Top of the List
16. Carol's Crush
17. Plus Ones
18. R.I.P. Dr Herman